# Bärenhöhle (grotta i Österrike)
Bärenhöhle är en grotta i Österrike. Den ligger i distriktet Bregenz och förbundslandet Vorarlberg, i den västra delen av landet. Bärenhöhle ligger 887 meter över havet.
Den högsta punkten i närheten är Dürrenberg, direkt ovanför Bärenhöhle. Runt Bärenhöhle är det ganska tätbefolkat, med 144 invånare per kvadratkilometer.. Närmaste större samhälle är Reuthe, öster om Bärenhöhle.
I omgivningarna runt Bärenhöhle växer i huvudsak blandskog.